# هانس جابی
هانس جابی (انگلیسی: Hans Joby؛ ‏ ۳ اوت ۱۸۸۴ – ۳۰ آوریل ۱۹۴۳) بازیگر اتریش‌الاصل اهل ایالات متحده آمریکا بود.
از فیلم‌هایی که وی در آن‌ها نقش داشته‌است، می‌توان به دشمن و هورا هورا اشاره نمود.